# František Čermák (językoznawca)
František Čermák (ur. 30 stycznia 1940 w Pradze) – czeski językoznawca. Specjalizuje się w leksykologii, leksykografii, frazeologii, idiomatyce, semantyce, morfologii, teorii języka, metodologii języka oraz lingwistyce korpusowej.

## Życiorys
W latach 1957–1962 studiował bohemistykę, anglistykę oraz niderlandystykę na Wydziale Filozoficznym Uniwersytetu Karola w Pradze. W 1976 r. uzyskał PhDr. z językoznawstwa i fonetyki; w 1990 r. został kandydatem nauk (CSc.) i doktorem nauk (DrSc.); od 1994 r. profesor języka czeskiego.
Związany z Instytutem Studiów Bohemistycznych i z Instytutem Czeskiego Korpusu Narodowego, którego był współzałożycielem i długoletnim kierownikiem (1994–2013). Czeski Korpus Narodowy jest często cytowany i traktowany jako wzorcowy wśród korpusów języków słowiańskich.
Čermák wydał liczne książki, rozprawy naukowe, słowniki i tłumaczenia. Autor bądź współautor sześciu monografii i ośmiu słowników. Pod jego kierownictwem stworzono Slovník české frazeologie a idiomatiky; odpowiedzialny był również za kilka słowników przekładowych i specjalizowanych. W kontekście czeskiej lingwistyki szczególne znaczenie ma jego tłumaczenie Kursu językoznawstwa ogólnego. Współtwórca publikacji Česká lexikologie (1985, wraz z Josefem Filipcem), pierwszej systematycznej interpretacji zagadnień z leksykologii, frazeologii i idiomatyki w językoznawstwie czeskim.
Członek stowarzyszeń naukowych (m.in. Učená společnost České republiky, Euralex, Europhras, Telri Association) oraz rad redakcyjnych czasopism naukowych (m.in. „International Journal of Corpus Linguistics”, „Yearbook of Phraseology”). Członek Praskiego Koła Lingwistycznego. Za swoją działalność otrzymał Nagrodę Rektora Uniwersytetu Karola (2001), Nagrodę Ministra Edukacji, Młodzieży i Sportu (2003) oraz Pamiątkowy Medal Wydziału Filozoficznego Uniwersytetu Karola (2015).

## Publikacje

### Twórczość własna
- Syntagmatika a paradigmatika českého slova. Sv. 1, Valence a kolokabilita, 1982
- Idiomatika a frazeologie češtiny, 1982
- Slovník české frazeologie a idiomatiky, 1983
- Česká lexikologie, 1985, wraz z Josefem Filipcem
- Česko-finský a finsko-český slovník na cesty, 1986
- Nizozemsko-český slovník – Nederlands Tsjechisch woordenboek, 1989
- Česko-laoský slovník, 1989
- Syntagmatika a paradigmatika českého slova. Sv. 2, Morfologie a tvoření slov, 1990
- Frazeologie a frazeografie, 1990
- Základy lingvistické metodologie – nástin hlavních principů na pozadí obecné teorie vědy, 1993
- Jazyk a jazykověda, 1994, ISBN 80-7110-149-4, 1997, ISBN 80-7110-183-4, 2001, ISBN 80-246-0154-0.
- Manuál lexikografie, 1995, wraz z Renatą Blatną i kolektywem autorów, ISBN 80-85787-23-7.
- Frekvenční slovník češtiny, 2004, wraz z Michalem Křenem i Renatą Blatną, ISBN 80-7106-676-1.
- Jak využívat Český národní korpus, 2005, wraz z Renatą Blatną, ISBN 80-7106-736-9.

### Tłumaczenia
- Ferdinand de Saussure: Kurs obecné lingvistiky, 1989, 1996, ISBN 80-200-0560-9.